# Plan del Río, Sinaloa
Plan del Río är en ort i Mexiko.   Den ligger i kommunen Guasave och delstaten Sinaloa, i den västra delen av landet, 1 200 km nordväst om huvudstaden Mexico City. Plan del Río ligger 24 meter över havet och antalet invånare är 476.
Terrängen runt Plan del Río är mycket platt. Runt Plan del Río är det ganska tätbefolkat, med 100 invånare per kvadratkilometer. Närmaste större samhälle är Guasave, 5,2 km sydväst om Plan del Río. Trakten runt Plan del Río består till största delen av jordbruksmark.